# Досада (албум)
Досада је први студијски албум српске турбо-фолк певачице Даре Бабумара, који се појавио у продаји 1995. године.